# 이종대 (1933년)
이종대(李鍾大, 1933년 5월 28일~2018년 11월 27일)는 유한킴벌리 회장·자연보호중앙협의회 이사장 등을 두루 역임한, 대한민국의 기업가 겸 사회기관단체인이었다.
신장은 171cm였었고, 체중은 68kg이었던 그는, 요리연구가 겸 기업가 이혜정 대표의 친정 부친이다.

## 생애

### 일생
종교는 천주교(세례명: 알렉산드리아의 율리아노)이며, 호(號)는 청송(靑松)이고, 본은 경주(慶州)이며, 경상북도 금릉군 김천면에서 출생하였고, 실업 분야에 투신하여, 유한킴벌리 회장을 역임하였다.
그의 자녀 2남 1녀 가운데 딸(맏애)이자 첫째는 한국 전통 요리 연구가 겸 수필가이자 기업가 이혜정이며, 사위는 의학박사 및 예비역 대한민국 육군 소령 고민환 전직 영남대학교 의과대학 산부인과의학 교수이다.

### 직계 가족 관계
그는 부인 김경애와 1955년 10월 6일에 결혼하였고 그녀와의 사이에 2남 1녀가 있다.
- 배우자: 김경애(1936년 2월 19일(89세) 일제 강점기 경상북도 경주군 경주읍 출생.)
  - 자녀: 슬하 2남 1녀
  - 맏딸: 이혜정(1956년 11월 30일(68세) 경상북도 대구시 출생. 요리연구가 겸 수필가. 키친스토리 대표이사.)
  - 장남: 이석우(1958년 1월 8일(67세) 경상북도 대구시 출생. 전직 유한킴벌리 부사장 역임.)
  - 차남: 이재우(1960년 1월 10일(65세) 경상북도 대구시 출생. 전직 무림페이퍼 부사장 역임.)

### 학력
- 1946년 경상북도 김천국교 졸업
- 1952년 경상북도 김천중고등학교 졸업
- 1967년 경북대학교 사범대학 물리교육학 학사

#### 비학위 수료
- 1977년 서울대학교 경영대학원 최고경영자과정 수료

### 주요 경력
- 1956년 청구제지 입사.
- 1958년 풍국제지 이적 입사.
- 1961년 풍국제지 공장장.
- 1964년 한일제지 제지부장.
- 1965년 일우제지 상무이사.
- 1966년 이화제지 상무이사.
- 1967년 유한양행 상무이사.
- 1970년 유한킴벌리 상무이사.
- 1977년 유한킴벌리 부사장.
- 1980년 유한킴벌리 사장.
- 1983년 한국제지공업연합회 부회장.
- 1984년 서울상공회의소 상임위원.
- 1985년 자연보호중앙협의회 이사장.
- 1986년 경상북도체육회 이사장.
- 1992년 유한재단 이사장.
- 1994년 대한상공회의소 경공업위원장.
- 1995년 유한킴벌리 회장 겸 한국제지공업연합회 회장.
- 1998년 한국제지공업연합회 회장.
- 2001년 무림페이퍼 고문.

## 공적
그는 1975년에 화장지 제지 기계 플랜트를 해외로 수출한 공적이 있다.

## 서훈
- 1978년 대한민국 대통령 표창장
- 1981년 대한민국 국무총리 표창장
- 1984년 대한민국 석탑산업훈장
- 1990년 킴벌리클라크사 기업인성취대상
- 1994년 신산업경영대상 기획부문 관리대상
- 1994년 대한민국 철탑산업훈장